# Medier i Nederländerna
Medier i Nederländerna utgörs främst av TV, radio och tidskrifter.

## Historik
I början av 1600-talet kom de första nyhetsbladen ut i Nederländerna. Den äldsta som fortfarande finns i dag är Haarlems Dagblad, som grundades 1656. De första dagliga tidningarna Algemeen Handelsblad och Nieuwe Rotterdamsche Courant är sammanlagda till NRC Handelsblad. I slutet av 1800-talet startades många rörelse- och partiägda tidningar, samt den första massmarknadstidningen som De Telegraaf. Under andra världskriget utvecklades en underjordisk press med kommunistiska De Waarheid, socialistiska Het Parool och protestantiska Trouw.

## Dagspressen
Dagspressens totala upplaga, 4,5 miljoner ex, är koncentrerad till endast ett tiotal förlag. Det största är PCM Uitgevers, med morgontidningen Algemeen Dagblad med ca 400 000 ex,  också eftermiddagstidningen NRC Handelsblad i Rotterdam. Amsterdam har morgontidningarna De Volkskrant och Trouw också eftermiddagstidningen Het Parool. PCM Uitgevers uppstod genom en fusion mellan Perscombinatie i Amsterdam och Elsevierförlaget NDU i Rotterdam. Näst störst är De Telegraaf i Amsterdam, med drygt 20 % av totalupplagan och landets största tidning. VNU som ligger på tredje plats i popularitet, äger tidningar i Maastricht, Nijmegen och Roosendaal. Ett generellt statligt stöd till dagstidningar infördes 1967, då reklam introducerades till TV. Stödet delades ut i små perioder, ibland bara till tidningar som gick med förlust, och upphörde 1996.

## Televisionen/Radio
Nederländsk radio och TV har blivit alltmer öppna. När privat radio etablerades på 1920-talet  fick samhällsbärande religiösa och politiska organisationer det totala ansvaret för verksamheten. Reklam var inte tillåtet. Under 1950-talet organiserades televisionen på samma sätt. En andra TV-kanal infördes och begränsad TV-reklam accepterades, nya organisationer fick också sändningstid. Den statliga stiftelsen Nederlandse Omroep Stichting gavs ansvar för främst nyhetssändningar. Konkurrens från grannlands- och satellitkanaler ledde till införandet av en tredje kanal 1988. Nästan 80 % av hushållen idag är anslutna till kabel-TV. Nederländerna har i dag fem nationella, 13 regionala och 330 lokala privatradiostationer. Det finns 980 radio- och 538 TV-mottagare per 1 000 invånare.

## Censur och Yttrandefrihet
Nederländernas media och nyheter är självständig och fri, enligt rapporten från freedom House 2015. Man har i Nederländerna rätt att uttrycka sig hur man vill, med begränsningar gällande rasism av all sort. Uttryckelse av hat mot folkgrupp och andra opassande kommentarer leder till böter. De har högsta poäng enligt Freedom house, gällande yttrandefrihet, civila friheter och politiska rättigheter.

## Public Service
Nederländerna saknar public service-bolag i etermedierna. Istället finns ett system med sändningsföreningar. De hade ursprungligen religiös eller politisk bas men nu för tiden finns föreningar utan särskild inriktning. Föreningarna måste ha ett visst antal medlemmar och de uppmanas att erbjuda ett varierat utbud av nyheter, kultur och utbildning. Tidigare fanns också krav på underhållning men det togs bort nyår 2016. Föreningarna sänder i tre rikstäckande TV-kanaler och i fem radiokanaler, samt i några specialkanaler. Administration och samordning hanteras av en stiftelsen Nederlandse Publieke Omroep. Vissa reklamintäkter tillåts sedan 1960-talet. Finansieringen i övrigt kom tidigare främst från TV-licenser men sedan år 2000 får de också stöd via skatten. Nederlandse Publieke Omroep administrerar också en några public service-radiokanaler. Sedan 1990-talet finns också kommersiell TV och radio.